# Улица Ибрагимова
У́лица Ибраги́мова — улица в Восточном административном округе города Москвы на территории Муниципального округа (района) Соколиная Гора. Пролегает между Измайловским шоссе и Электрозаводской железнодорожной веткой, проходящей над убранным в трубы руслом реки Хапиловки. Нумерация домов ведётся от Измайловского шоссе. Улица Ибрагимова проходит параллельно Мироновской улице, Борисовской улице и Фортунатовской улице, а также Окружному проезду.
Имеется сквозной проезд к Проектируемому проезду № 951, а также ко 2-й Пугачёвской улице.

## История
Улица Ибрагимова до 5 ноября 1957 года называлась Мочальская улица. Название было присвоено по фамилии учёного-лесовода Д. И. Мочальского, который заведовал ближним Измайловским парком с 1875 по 1927 год. Улица была переименована в честь советского деятеля Шаймардана Нуримановича Ибрагимова (1899—1957) — организатора рабочих дружин в Благуше-Лефортовском районе Москвы, героя революции и гражданской войны, впоследствии инструктора ЦК РКП(б), затем первого секретаря ЦК КП Туркмении. В 1930—1950-х годах Ибрагимов находился на ответственной работе в Москве.

## Расположение
Улица Ибрагимова проходит между Измайловским шоссе и Электрозаводской железнодорожной веткой, проходящей над убранным в трубы руслом реки Хапиловки.

Улица Ибрагимова проходит параллельно Мироновской улице, Борисовской улице и Фортунатовской улице, а также Окружному проезду.

Улица Ибрагимова пересекает Щербаковскую улицу, Зверинецкую улицу и Ткацкую улицу.

Имеется переезд через железнодорожные пути Электрозаводской железнодорожной ветки к Проектируемому проезду № 951, а также ко 2-й Пугачёвской улице. В 2016 году этот переезд, не имевший легального статуса, был закрыт из-за несоответствия нормативам, в 2018-м — открыт официально после реконструкции.

## Примечательные места, здания и сооружения

### Здания
Всего зданий: 30; наибольший номер дома — 35.

| - 2 - 2с2 - 5 - 5а - 5к1 | - 5с2 - 6 - 6а - 7/32 — жилой дом. Здесь жил советский спортивный журналист К. С. Есенин. - 12 | - 15 - 15а - 15к2 - 15к4 - 16/20 | - 20 - 20с2 - 25 - 27с2 - 29 | - 30 - 31 — Машиностроительный завод "Маяк" - 31а - 31к10 - 31к8 | - 32 - 33 - 33к5 - 33с6 - 35 |

### Храм Димитрия Солунского на Благуше
Дом № 6а — православный храм Димитрия Солунского на Благуше. Храм построен в 1909—1911 годах в основном на средства Д. Ф. и Е. Ф. Ермаковых архитектором Н. И. Орловым. Был выполнен из красного кирпича в византийском стиле, украшен изразцовыми вставками. Закрыт в 1931 году, возвращен верующим в 1990 году. Вмещает до 3 тысяч прихожан. Главный престол — великомученика Димитрия Солунского.

## Транспорт

### Наземный транспорт
Остановки «Улица Ибрагимова»:
- На Щербаковской улице:
  - Трамваи 11, 12, 32
- На Ткацкой улице:
  - Автобусы 469, 552, т22, н3

### Ближайшие станции метро
- Семёновская
- Измайлово (МЦК)
- Партизанская